# 27234 Timdodd
27234 Timdodd è un asteroide areosecante. Scoperto nel 1999, presenta un'orbita caratterizzata da un semiasse maggiore pari a 1,619666 UA e da un'eccentricità di 0,148825, inclinata di 24,516540° rispetto all'eclittica.